# Zurzacher Messe

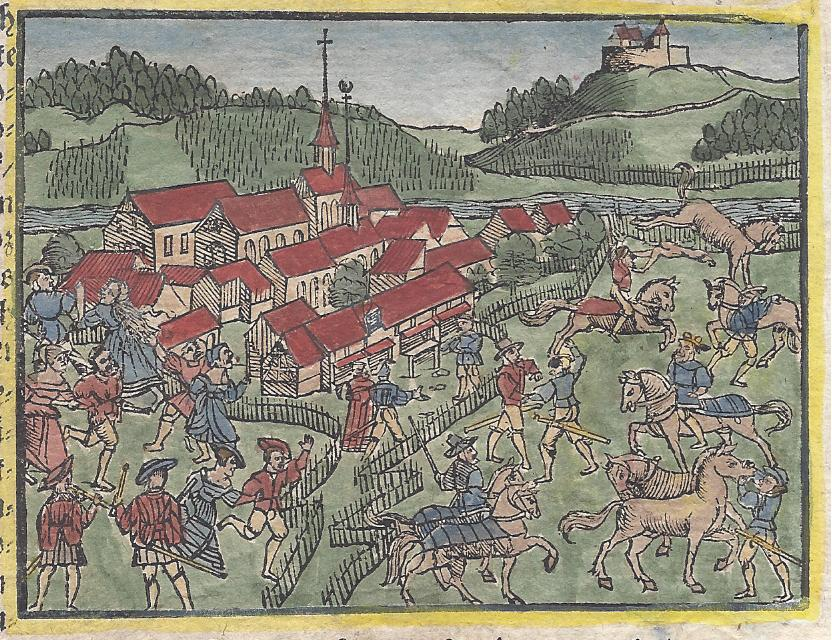
Kolorierter Holzschnitt aus der Stumpf Chronik, gedruckt bei Christoph Froschauer, Zürich 1549: Die Zurzacher Messe, dargestellt sind der Rossmarkt und der Dirnentanz

Die Zurzacher Messe (Schweizerdeutsch Zurzi Mäss) war eine weit über die Region hinaus bedeutende mittelalterliche Messeveranstaltung in dem ehemaligen Wallfahrtsort Zurzach, heute Bad Zurzach im Kanton Aargau. Sie bestand aus zwei Veranstaltungen, der wohl älteren Verenenmesse, benannt nach der Hl. Verena, und der Pfingstmesse  bzw. Ledermesse.

## Geschichte

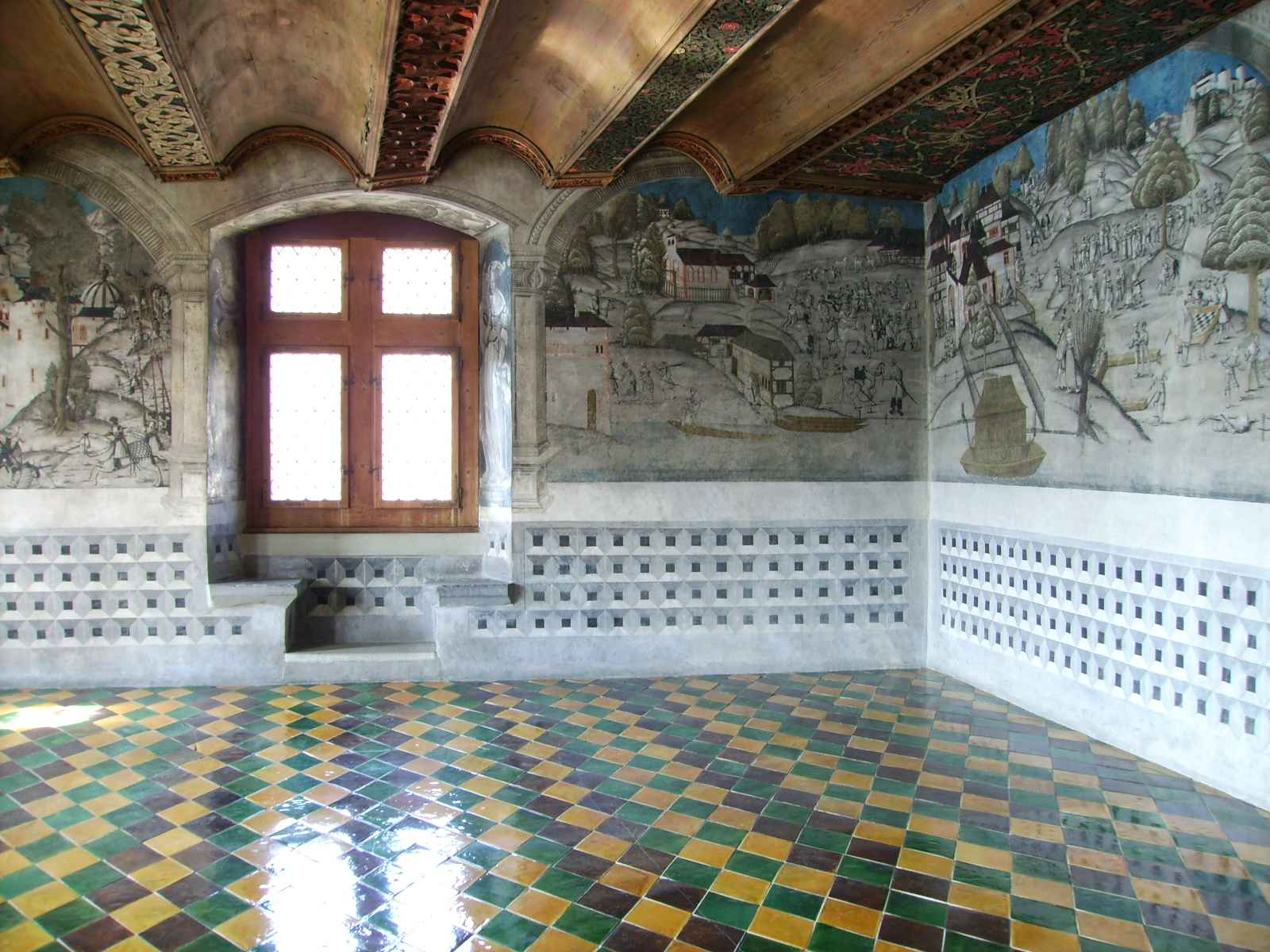
Wandbild (um 1515) im Festsaal des Abtes David von Winkelheim im Kloster St. Georgen mit der Darstellung der Zurzacher Messe

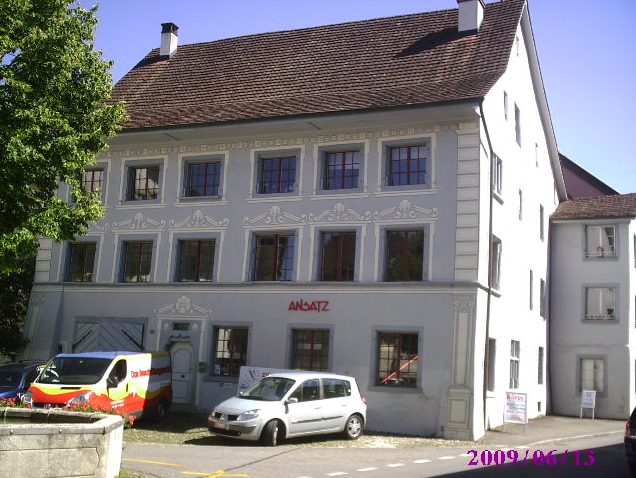
Die Engelburg von 1577 am Sternenplatz ist ein typisches Messehaus mit grossem Gewölbekeller zum Lagern der Waren

Die älteste Nennung stammt aus dem Jahr 1363, der Ursprung dürfte jedoch noch weiter zurückreichen. Als Forum Tiberii, also Marktplatz des Tiberius, bezeichnete Ptolomäus in seiner Geographike Hyphegesis den Ort am Rhein aufwärts gegen Kaiserstuhl AG, Prætorium, seu Tribunal Cæsaris op., wo Tiberius Gericht hielt. Die strategisch günstige Lage am Rhein nutzten die Römer wohl auch als Stapelplatz.
1408 erlaubte König Ruprecht eine Verlängerung der beiden Jahrmärkte von einem auf je drei Tage. 1433 genehmigte Kaiser Sigismund einen zusätzlichen Wochenmarkt am Samstag und bestätigte die beiden Jahrmärkte. Diese Privilegien erneuerte 1442 auch Kaiser Friedrich III. Seit 1415 stand die Messe unter dem Schutz der Acht Alten Orte, sie bestätigten diesen auch 1589.
Die Zurzacher Messe war für Juden in der Schweiz von grosser Bedeutung. Schweizer Städte blieben den Juden für die Wohnsitznahme bis zum 19. Jahrhundert verschlossen. Zu Märkten und Messen wurden sie aber offiziell zugelassen. Die Juden in der Schweiz waren als Hausierer, Makler, Tuch-, Vieh- und Pferdehändler beschäftigt, und ihrer Geschäfte und die Juden- und Geleitzölle brachten den Behörden wichtige Geldeinnahmen. Im 17. Jahrhundert liessen sich die Juden in den Aargauer Dörfern Endingen und Lengnau nieder, mussten aber dafür einen kostspieligen Schutz- und Schirmbrief alle 16 Jahre erneuern. Ab dem 18. Jahrhundert war ihr Wohnrecht auf diese zwei Dörfern beschränkt. Die Nähe zu Zurzach war massgebend für den Aktionsradius der Juden, die zum Teil ihren Lebensunterhalt auf der Zurzacher Messe verdienten, wie auch auf dem Markt in Baden.

## Lage
Zurzach liegt am Hochrhein, der hier schon in vorrömischer Zeit gern überquert wurde, später siedelten hier die Römer. Sie erstellten ein Kastell und errichteten eine Brücke. Im Mittelalter bestand diese Brücke nicht durchgehend, der Verkehr erfolgte vorrangig mit Weidlingen und Lastkähnen über den Rhein, unter anderem auch über die Aare bei Koblenz. Die Stromschnellen bei Ettikon wurden durch Treidler ("Stüdler") umgangen oder auf den Landweg umgeladen. Ein Fähre bestand zwischen Rheinheim und Zurzach bis in die Neuzeit. Die Rheinbrücke Kaiserstuhl–Hohentengen war ebenfalls von Bedeutung.

## Waren
Gehandelt wurde vor allem mit landwirtschaftlichen Produkten, mit Leder, Pelzen, Tuchen und Stoffen, aber auch Bücher und Drucke; im 17. und 18. Jahrhundert Nürnberger Ware, Glas aus Böhmen, Leinenfäden und Bänder aus den Niederlanden, Spitze aus Sachsen, Wolle, Wollstrümpfe. Fabrikanten wie etwa Johann Rudolf Meyer oder Peter Bally handelten und verkauften hier Seidenbänder, Mousseline, Indienne und Schuhe. Die Bedeutung lag in der grossen Menge der jeweiligen Waren. In dem Flecken (seit Johannes Stumpf so betitelt nach "Marktflecken") handelte es sich bei den Händlern meist um Grosshändler, der Umsatz war daher weit höher als bei anderen Messen. Die Häuser waren als spezielle Messehäuser mit Lagerräumen und Klappläden ausgestattet. Ein Nachbau befindet sich im Museum Höfli. Der Warentransport und Wegzoll brachte der benachbarten Landgrafschaft Klettgau Arbeit und Einnahmemöglichkeiten.

## Niedergang
Mit dem Ausbruch der Pest erfuhr die Messe erste Regulierungen durch Quarantänebestimmungen. Zwar wurde die Messe bei Kriegshandlungen mit Schutzbriefen versehen, aber durch die aufkommende Eisenbahn, neue Strassenbauten und Industrialisierung brach der spezielle Messehandel immer mehr ein. Noch bis um 1890 wurden Märkte im Sinne der Messe durchgeführt, die Blütezeit war jedoch vorbei.